# Hans Behlendorff
Hans Behlendorff (13 de agosto de 1889 - 16 de março de 1961) foi um oficial alemão que serviu durante a Segunda Guerra Mundial. Foi condecorado com a Cruz de Cavaleiro da Cruz de Ferro.

## Condecorações
| Cruz de Ferro 2ª Classe                                  |
| Cruz de Ferro 1ª Classe                                  |
| Cruz de Cavaleiro da Cruz de Ferro 11 de outubro de 1941 |